# 2017년 MTV 무비 & TV 어워드
제26회 MTV 무비 & TV 어워드는 2017년 5월 7일에 열린 시상식이다.

## 수상 및 후보

### 최고의 영화상
- 미녀와 야수 - 빌 콘돈 수상
- 겟 아웃 - 조던 필
- 로건 - 제임스 맨골드
- 로그 원: 스타워즈 스토리 - 가렛 에드워즈
- 디 엣지 오브 세븐틴 - 켈리 프레몬

### 최고의 TV프로그램상
- 기묘한 이야기 시즌1 - 맷 더퍼 외 2명 수상
- 애틀랜타 - 도날드 글로버
- 왕좌의 게임 7 - 앨런 테일러 외 3명
- 인시큐어
- 프리티 리틀 라이어스 6
- 디스 이즈 어스

### 영화 - 최고의 배우상
- 미녀와 야수 - 엠마 왓슨 수상
- 겟 아웃 - 다니엘 칼루야
- 디 엣지 오브 세븐틴 - 헤일리 스테인펠드
- 로건 - 휴 잭맨
- 23 아이덴티티 - 제임스 맥어보이
- 히든 피겨스 - 타라지 P. 헨슨

### TV - 최고의 배우상
- 기묘한 이야기 시즌1 - 밀리 바비 브라운 수상
- 애틀랜타 - 도날드 글로버
- 왕좌의 게임 7 - 에밀리아 클라크
- 제인 더 버진 시즌2 - 지나 로드리게즈
- 워킹데드 6 - 제프리 딘 모건
- 디스 이즈 어스 - 맨디 무어

### 최고의 키스상
- 문라이트 - 에쉬튼 샌더스 & 자럴 제롬 수상
- 라라랜드 - 엠마 스톤 & 라이언 고슬링
- 미녀와 야수 - 엠마 왓슨 & 댄 스티븐스
- 엠파이어 시즌1 - 타라지 P. 헨슨 & 5689 테렌스 하워드
- 마이크와 데이브는 데이트 상대가 필요해 - 잭 에프론 & 안나 켄드릭

### 최고의 싸움상
- 히든 피겨스 - 데오도르 멜피 수상
- 겟 아웃 - 조던 필
- 러빙 - 제프 니콜스
- 마블 루크 케이지
- 미스터 로봇 시즌2

### 최고의 악당상
- 워킹데드 6 - 제프리 딘 모건 수상
- 겟 아웃 - 앨리슨 윌리암스
- 기묘한 이야기 - Demogorgon
- 수어사이드 스쿼드 - 자레드 레토
- American Horror Story: Roanoke - 웨스 벤틀리

### 최고의 코믹연기상
- 겟 아웃 - 릴렐 호워리 수상
- 워커홀릭스 5 - 아담 드바인
- 브로드 시티 - 일래너 글레이저 & 애비 제이콥슨
- 쇼킹 패밀리 - 세스 맥팔레인
- 레고 배트맨 무비 - 윌 아넷

### 최고의 영웅상
- 히든 피겨스 - 타라지 P. 헨슨 수상
- 로그 원: 스타워즈 스토리 - 펠리시티 존스
- 플래시 시즌3 - 그랜트 거스틴
- 마블 루크 케이지 - 마이크 콜터
- 기묘한 이야기 시즌1 - 밀리 바비 브라운
- 애로우 4 - 스티븐 아멜

### 최고의 콤비상
- 로건 - 휴 잭맨 & 다프네 킨 수상
- The Voice - 애덤 리바인 & 블레이크 쉘톤
- 겟 아웃 - 다니엘 칼루야 & 릴 렐 호워리
- 애틀랜타 - 브라이언 타이리 헨리 & 키스 스탠필드
- 미녀와 야수 - 조시 게드 & 루크 에반스
- Martha & Snoop’s Potluck Dinner Party - Martha Stewart & Snoop Dogg

### 최고의 뮤지컬 퍼포먼스
- 그리스 : 라이브 수상
- 미녀와 야수 - 아리아나 그란데 & 존 레전드
- 트롤 - 저스틴 팀버레이크
- 모아나 - 아우이 크라발호
- 라라랜드 - 라이언 고슬링 & 엠마 스톤

### 최고의 다큐멘터리
- 13번째 - 에바 두버네이 수상
- 아이 엠 낫 유어 네그로 - 라울 펙
- O.J.: 메이드 인 아메리카 - 에즈라 에델만
- 디스 이스 에브리띵: 기기 골져스 - 바바라 코플
- 타임: 더 칼리프 브로더 스토리 - 제너 퍼스트

### 최고의 리얼리티상
- RuPaul's Drag Race 수상
- America's Got Talent
- MasterChef Junior
- The Bachelor
- The Voice

### 최고의 진행상
- The Daily Show - Trevor Noah 수상
- The Ellen DeGeneres Show - 엘런 드제너러스
- Last Week Tonight - 존 올리버
- RuPaul's Drag Race - 루폴
- 풀 프론탈 위드 사만다 비 - 사만다 비

### 최고의 아메리칸 스토리
- 블랙키시 시즌2 수상
- 프레쉬 오프 더 보트 시즌2
- 제인 더 버진 시즌2
- 문라이트
- 트랜스페어런트

### MTV 제너레이션상
- 다니엘 칼루야 수상
- 크리시 메츠
- 잇사 레이
- 리즈 아메드
- 야라 샤히디
- 티어 저커
- 디스 이즈 어스 수상
- 왕좌의 게임 7
- 그레이 아나토미 시즌12
- 미 비포 유
- 문라이트